# A magyar női labdarúgó-válogatott 2012. február 29-i mérkőzése
Előző mérkőzés - Következő mérkőzés
A magyar női labdarúgó-válogatott mérkőzése Írország ellen, 2012. február 29-én az Algarve Kupán. A találkozót a magyar csapat nyerte 1–0-ra.

## Keretek
A magyar női labdarúgó-válogatott 2012. február 27-én elutazott Portugáliába a 19. Algarve Kupa küzdelmeire. Kiss László szövetségi edző 21 fős keretet hirdetett.
| Írország | Írország | Írország | Írország |
| Név      | Kor      | Vál./Gól | Klub     |
| -------- | -------- | -------- | -------- |

| Magyarország      | Magyarország | Magyarország | Magyarország       |
| Név               | Kor          | Vál./Gól     | Klub               |
| ----------------- | ------------ | ------------ | ------------------ |
| Szőcs Réka        | 22 éves      | 23 / 0       | MTK Hungária       |
| Papp Eszter       | 22 éves      | 5 / 0        | Viktória FC        |
| Kovács Klaudia    | 21 éves      | 4 / 0        | Astra Hungary FC   |
| Szeitl Szilvia    | 24 éves      | 28 / 0       | 1. FC Femina       |
| Tálosi Szabina    | 23 éves      | 27 / 2       | Viktória FC        |
| Tóth II Alexandra | 21 éves      | 22 / 0       | Viktória FC        |
| Megyeri Boglárka  | 24 éves      | 10 / 1       | Viktória FC        |
| Gál Tímea         | 27 éves      | 34 / 0       | Volosz             |
| Szabó Boglárka    | 19 éves      | 6 / 0        | Astra Hungary FC   |
| Demeter Réka      | 20 éves      | 13 / 0       | MTK Hungária       |
| Smuczer Angéla    | 30 éves      | 65 / 1       | MTK Hungária       |
| Papp Dóra         | 21 éves      | 9 / 1        | MTK Hungária       |
| Csiszár Henrietta | 17 éves      | 0 / 0        | Ferencvárosi TC    |
| Sipos Lilla       | 19 éves      | 12 / 3       | Viktória FC        |
| Rácz Zsófia       | 23 éves      | 27 / 2       | Viktória FC        |
| Szuh Erika        | 22 éves      | 12 / 1       | Lokomotive Leipzig |
| Pádár Anita       | 32 éves      | 89 / 31      | MTK Hungária       |
| Dombai-Nagy Anett | 32 éves      | 61 / 28      | Astra Hungary FC   |
| Fogl Katalin      | 28 éves      | 22 / 3       | Astra Hungary FC   |
| Vágó Fanny        | 20 éves      | 30 / 13      | MTK Hungária       |
| Zágor Bernadett   | 22 éves      | 13 / 1       | MTK Hungária       |

 megjegyzés: Az adatok a mérkőzés napjának megfelelőek!

## Az összeállítások
| 2012. február 29. 16:00 (UTC+0) |

| Írország | 0 – 1   | Magyarország |
| -------- | ------- | ------------ |
|          | (0 – 1) | Sipos 2'     |

| Silves |

| Írország | Magyarország |

| ÍRORSZÁG: |  |
|           |  |

| MAGYARORSZÁG:        |    |                   |     |
|                      |    |                   |     |
| K                    | 1  | Szőcs Réka        |     |
| V                    | ?  | Szabó Boglárka    |     |
| V                    | 9  | Szeitl Szilvia    |     |
| V                    | 18 | Tálosi Szabina    |     |
| V                    | 5  | Gál Tímea         |     |
| VKP                  | 6  | Smuczer Angéla    |     |
| VKP                  | 15 | Rácz Zsófia       |     |
| TKP                  | 11 | Dombai-Nagy Anett | 63' |
| TKP                  | 8  | Pádár Anita       | 85' |
| TKP                  | 19 | Sipos Lilla       | 70' |
| CS                   | 10 | Vágó Fanny        | 78' |
| Cserék:              |    |                   |     |
| K                    | 12 | Papp Eszter       |     |
| V                    | 4  | Tóth II Alexandra | 78' |
| KP                   | ?  | Csiszár Henrietta | 63' |
| KP                   | 20 | Papp Dóra         | 85' |
| KP                   | 23 | Szuh Erika        | 70' |
| Szövetségi kapitány: |    |                   |     |
| Kiss László          |    |                   |     |

## A mérkőzés
| „             | Rendkívül nagy iramú, küzdelmes meccset játszottunk. Gyorsan vezetést szereztünk, ezt követően pedig mindkét csapat lőhetett volna gólokat. A hajrában már egyértelmű volt a fölényünk, és úgy gondolom, megérdemelten nyertük meg a találkozót. A játékkal még nem vagyok elégedett, de a visszafogott teljesítmény nem is meglepő, mert játékosaim most először játszhatnak együtt ilyen körülmények között, a világ legerősebb felkészülési tornáján. Érezhető volt az idegeskedés, de a küzdeni tudással és a hozzáállással tökéletesen elégedett vagyok. Bízom benne, hogy a siker önbizalmat ad a csapatnak a következő mérkőzésekre. | ” |
| – Kiss László | |   |

## Örökmérleg a mérkőzés után
| Magyarország | :         | Írország |
| ------------ | --------- | -------- |
| 1            | Győzelem  | 2        |
| 0            | Döntetlen | 0        |
| 2            | Gólok     | 4        |
| 3/9          | Pontok    | 6/9      |
| 33           | %         | 66       |